# 室内楽アンサンブルの一覧
室内楽アンサンブルの一覧（しつないがくあんさんぶるのいちらん）は、クラシック音楽の室内楽曲の演奏を目的とする、概ね10人以内の人数で構成している演奏団体の一覧である。五十音順に並んでいる。

## 器楽アンサンブル
- ウィーン室内合奏団
- ウィーン八重奏団
- コンソルティウム・クラシクム
- ダンスリールネサンス合奏団
- ベルリン・ゾリスデン
- ラルキブデッリ

## 金管アンサンブル
- アート・オヴ・ブラス・ウィーン
- イングリッシュ・ブラスアンサンブル
- アトランティック・ブラス・クインテット（英語版）
- アメリカン・ブラス・クインテット（英語版）
- アンサンブル・エプシロン
- 上野の森ブラス
- ザ・ウォレス・コレクション
- エマーノン・ブラス・クインテット
- エンパイア・ブラス
- 大阪クインテット
- 大阪シュベルマー金管アンサンブル
- 大阪トロンボーン四重奏団
- カスタム・ブラス・クインテット
- 金石幸夫ブラスアンサンブル
- カナディアン・ブラス
- ギィ・トゥーヴロン金管五重奏団
- 群馬ブラス・クインテット
- コンセール・アーバン
- ザ・ジョイフル・ブラス
- サミット・ブラス
- ジ・ブラス・バンド
- JAPAN BRASS COLLECTION
- ジャパン・プラス・ソロイスツ
- ジャーマン・ブラス（ドイツ語版）
- スローカー・トロンボーン四重奏団（ドイツ語版）
- 東京アーバン・ブラスアンサンブル
- 東京アトラクティヴ・ブラス
- 東京金管五重奏団
- 東京トランペット・カルテット
- 東京トロンボーン四重奏団
- 東京トロンボーン・ゾリステン
- 東京ブラスアンサンブル
- トウキョウ・ブラス・シンフォニー
- 東京メトロポリタン・トロンボーン・クァルテット
- 東京メトロポリタン・ブラス・クインテット
- トロンボーン・クァルテット・ジパング
- なぎさブラスゾリステン
- Buzz Five 金管五重奏団
- パリ・トロンボーン四重奏団
- フィルハーモニア・ブラス・クインテット
- ファイン・アーツ・ブラスアンサンブル
- フィリップ・ジョーンズ・ブラスアンサンブル
- ブラシシモ・ウィーン
- ブラスアンサンブルBlow
- ブラスアンサンブル・ロゼ
- ブラス・ヘキサゴン
- Brass Extreme Tokyo
- マイスターブラスカルテット
- マンハッタン・ブラス
- ミリエール・トロンボーン四重奏団
- ムノツィル・ブラス（英語版）
- 葉樹函銅管五重奏
- 横濱金管五重奏団
- 横浜ブラスアンサンブル
- リズム・アンド・ブラス・オヴ・アメリカ
- ルートヴィヒスブルク金管五重奏団
- ルール・メタルズ
- レッケンツェ・ブラス
- レン・クインテット
- ロシアン・ブラス
- ロンドン・ブラス
- ロンドン交響楽団ブラスアンサンブル

## 木管アンサンブル
- アルビレオ・フルートカルテット
- アンサンブル・ウィーン＝ベルリン
- ザ・フルートカルテット
- トルヴェール・クヮルテット
- Nozzles

## 弦楽四重奏団
弦楽四重奏#著名な弦楽四重奏団を参照

## ピアノ三重奏団
- カザルス三重奏団
- トリオ・ヴァンダラー
- トリオ・オープス8
- トリオ・フォントネ
- ボザール・トリオ

## その他室内楽アンサンブル
- アウラータ・クインテット
- イグデスマン&ジョー
- 1966カルテット
- オーニ・ヴィータルス
- ザ・ファイヴ・ブラウンズ
- 新ダヴィッド同盟
- タッシ
- デュオ・クロムランク
- フォーレ四重奏団
- MAGNUMTRIO
- リクレアツィオン・ダルカディア
- レ・ヴァン・フランセ